# Макдол (Каліфорнія)
Макдол (англ. Macdoel) — переписна місцевість (CDP) в США, в окрузі Сискію штату Каліфорнія. Населення — 86 осіб (2020).

## Географія
Макдол розташований за координатами 41°49′32″ пн. ш. 122°0′21″ зх. д. / 41.82556° пн. ш. 122.00583° зх. д. (41.825628, -122.005800).  За даними Бюро перепису населення США в 2010 році переписна місцевість мала площу 0,38 км², уся площа — суходіл.

## Демографія
Згідно з переписом 2010 року, у переписній місцевості мешкали 133 особи в 41 домогосподарстві у складі 29 родин. Густота населення становила 347 осіб/км².  Було 43 помешкання (112/км²).
Расовий склад населення:
| - 42,9 % — білих - 4,5 % — корінних американців - 51,9 % — осіб інших рас |

До двох чи більше рас належало 0,8 %. Частка іспаномовних становила 58,6 % від усіх жителів.
За віковим діапазоном населення розподілялося таким чином: 33,1 % — особи молодші 18 років, 57,9 % — особи у віці 18—64 років, 9,0 % — особи у віці 65 років та старші. Медіана віку мешканця становила 30,6 року. На 100 осіб жіночої статі у переписній місцевості припадало 129,3 чоловіків;  на 100 жінок у віці від 18 років та старших — 128,2 чоловіків також старших 18 років.
Середній дохід на одне домашнє господарство  становив 41 243 долари США (медіана — 35 625), а середній дохід на одну сім'ю — 28 293 долари (медіана — 35 391). 
Цивільне працевлаштоване населення становило 85 осіб. Основні галузі зайнятості: сільське господарство, лісництво, риболовля — 100,0 %.